# 生物分析
生物分析是分析化学的一个子学科，這一學科主要涉及对生物系統中异型生物质（药物及其代謝產物）和生物分子（高分子、蛋白质、DNA、大分子药物、代谢物）的定量测量。
只有對生物样品中的药物和内源性物质進行定量檢測後，许多工作才能展開。生物分析还适用于法医调查、药物过量、體育運動員兴奋剂检测以及其他領域。